# Olaf Kvaran
Amlaíb mac Sitric (vers 927 - 981) ; vieux norrois: Óláfr Sigtryggsson), communément nommé Amlaíb Cuarán, en vieux norrois: Óláfr kváran, est un souverain  Gall Gàidheal qui fut  roi de Northumbrie (941-943), 944 (949-952) et de  Dublin de 945 à 948 et de 953 à 980. Son surnom, cuarán, est habituellement traduit par « Sandale ». Son nom apparaît sous des formes anglicisées variés dont: Olaf Cuaran et Olaf Sihtricson, particulièrement en relation avec son bref règne sur York. Il est le dernier des  Uí Ímair à jouer un rôle politique majeur dans les  îles britanniques.

## Biographie
Olaf Kvaran était le fils cadet de Sigtryggr Caoch. Il succède en 941 à son cousin Olaf Gothfrithson comme roi d’York.
Dans les années suivantes, le roi Edmond Ier d'Angleterre reprit le contrôle des Cinq Bourgs mais il ne marcha pas au-delà de l’Humber et fit la paix avec Olaf Kvaran qui accepte le baptême en 943. Mais les Nothumbriens expulsèrent alors Olaf d’York et le remplacèrent par Rognvald Gudfridsson (943-944). Mettant à profit la situation, Edmond Ier chassa les deux protagonistes et Rognvald fut tué par les Saxons.
Olaf Kvaran tente de s’imposer comme roi de Dublin dès 945 mais ne peut occuper effectivement le trône qu’après la disparition de son cousin Blacair. 
Dans un premier temps, Olaf se rapproche de Conghalach Cnogba mac Mithig, roi de Brega du Nord, contre Muirchertach mac Neill na geochall geroicionn (« aux vêtements de cuir »), fils de Niall Glúndub, héritier du Cenél nÉogain et prétendant au titre d’Ard ri Érenn. Ce dernier est tué en 943 par son cousin Blacair Gothfrithson. 
Le titre Ard ri Érenn revient alors à Conghalach Cnogba (944-956). Olaf soutient ensuite ce dernier qui était pourtant l’un des pires ennemis des Scandinaves contre le prétendant Ruaidrí Ua Canannáin, roi du Cenél Conaill des O'Neill du Nord.
Il est sans doute à la tête des Danois qui pillent les monastères de Clonmacnoise et de Kilcullen en 946. L’année suivante, apparemment toujours allié à Conghalach Cnogba, il est sévèrement battu par Ruaidrí Ua Canannáin à Slane en Meath. 
En 948, l’alliance était certainement rompue car Dublin avait été pillée à son tour par les Irlandais et Blacair est tué.
Il est possible que cette attaque qui le laisse roi soit intervenue en l’absence d’Olaf Kvaran qui tentait de reprendre le royaume viking d'York. Entre 948 et 953, le commandement effectif des Vikings de Dublin appartient à son frère Gothfrith Sihtricson. 
En 951 les Vikings de Dublin pillent Kells et font 300 captifs, puis s'attaquent successivement à Domnach Patraic, Ard Brecain, Tuileain et Cell Scire. Deux ans plus tard, associés cette fois avec les hommes du Munster, ils pillent de nouveau Clonmacnoise
En 953 Olaf Kvaran est de nouveau chassé d’York et retourne définitivement à Dublin où il règnera 27 ans. Il s’intègre alors de nouveau dans le jeu des alliances complexes entre les royaumes irlandais.
En 956 Congalach est tué dans une embuscade tendue par les Vikings alliés aux hommes de Leinster. En 970 Olaf Kvaran et ses nouveaux alliés pillent le monastère de Kells. Il est possible que cette même année, lors d’une brève alliance avec Domnall mac Congalach Cnogha, il ait battu à Kilmon en Meath le nouveau Ard ri Érenn Domnall mac Muirchertach(956-980) qui était issu du Cenél nÉogain et des O'Neill du Nord. 
Quelques années après, en 977, il tue également les deux héritiers désignés au trône d’Ard ri Érenn appartenant aux branches antagonistes des O'Neill du Nord (Muirchertach Midheach mac Domnall, un petit-fils de Muirchertach mac Neill na geochall geroicionn) et des O'Neill du Sud (Congalach mac Domnall mac Conghalach Cnogba.)
Le roi de Leinster, Domnall Claen, est lui-même capturé et mis à rançon par les Vikings d'Alth Cliath en 979.
En 980, Olaf Kvaran subit une défaite majeure à Tara face aux Irlandais commandés par Maelsechlainn II mac Domhnall O'Neill, le nouvel Ard ri Érenn, dans laquelle son fils aîné et héritier Rognvald (irlandais Ragnall) est tué. La force offensive du royaume de Dublin est annihilée. Olaf se retire alors au monastère d’Iona où il meurt en 981 après avoir fait pénitence.
Son fils puiné survivant Gluniarian, né de Donnflaith et donc demi-frère du vainqueur Mael Seachlainn II Mór, lui succède comme roi de Dublin.

## Unions et descendance
Nous connaissons au moins deux épouses d’Olaf Kvaran : 
- Donnflaith, fille de Muirchertach mac Neill du Cenél nÉogain et veuve de Donmall (mort en 952) un fils de Donnchad Donn ;
- Gormflaith ou Kormlöd sœur de Máel Mórda mac Murchada roi de Leinster et future épouse de Brian Boru;

Et de six de ses fils :
- Gluniarian, roi de Dublin, né de Donnflaith, mort en 989 ;
- Sigtryggr Silkiskegg, roi de Dublin, né de Gormflaith, mort en 1042 ;
- Caman, tué en Northumbrie (?) en 960[17] ;
- Rognvald (irlandais Ragnall), tué à la bataille de Tara en 980 ;
- Harald (irlandais Airalt), tué à la bataille de Glenmama en 999[18] et possible grand-père de Godred Crovan[19]
- Dubgall tué lors de la bataille de Clontarf en 1014.

Il eut également une fille, Maelmuire, morte en 1021, épouse de l’Ard ri Érenn, Mael Seachlainn II Mór.

## Sources
- Liens avec University College Cork & Annales d'Ulster & Annales des quatre maîtres
- Jean Renaud Les Vikings et les Celtes Éditions Ouest-France Université Rennes 1992  (ISBN 2 7373 0901 8)
- (en) Clare Downham, Viking Kings of Britain and Ireland : The Dynasty of Ívarr to A.D. 1014, Édimbourg, Dunedin, 2007, 338 p. (ISBN 978-1-903765-89-0, OCLC 163618313)
- (en) Colman Etchingham, « Viking age Gwynedd and Ireland: political relations », dans Karen Jankulak et Jonathan M. Wooding (éd.), Ireland and Wales in the Middle Ages, Dublin, Four Courts Press, 2007 (ISBN 978-1-85182-748-0, OCLC 52919358), p. 149–167
- (en) Benjamin T. Hudson, Viking pirates and Christian princes : dynasty, religion and empire in the North Atlantic, Oxford, Oxford University Press, 2005, 278 p. (ISBN 0-19-516237-4, OCLC 55286670, lire en ligne)
- (en) Benjamin T. Hudson et B. Harrison, « Óláf Sihtricson (c.926–981) », dans Oxford Dictionary of National Biography, Oxford University Press, 2004 (lire en ligne )